# Bruno Adam
Bruno Adam (* 27. August 1846 in Eisenberg, dem späteren Moritzburg; † 3. Juni 1918 in Dresden) war ein deutscher Architekt.

## Leben
Adam studierte von 1866 bis 1870 an der Kunstakademie Dresden. Zu seinen Lehrern gehörte Hermann Nicolai. Anschließend gründete er gemeinsam mit Oswald Haenel ein Architekturbüro, mit dem sie zu Hauptvertretern der Neorenaissance in Dresden wurden. Zu ihren Hauptwerken gehören die geschlossene Wohnbebauung am Sachsenplatz (1879–1881) und die nicht erhaltene Jägerkaserne auf der Altstädter Seite (1882).
Von 1892 bis 1893 baute Adam die Dreikönigsschule am Standort des heutigen Staatsministeriums für Wissenschaft und Kunst an der Wasserstraße (der heutigen Wigardstraße) in der Inneren Neustadt. Ein weiteres Werk des Architekturbüros Adam und Haenel ist das 1875 erbaute Rathaus Großenhain in Großenhain. 1887–1888 entstand nach Adams Entwurf die Villa Hermann Thessius in Niederlößnitz. Adam hatte zudem 1896 die Leitung der Ausstellung Die Alte Stadt inne, für die er einzelne Bauten schuf; diese sind nicht erhalten.
Bruno Adam trug den Ehrentitel eines (königlich sächsischen) Baurats.